# El Hazard, le Monde Magnifique
El Hazard, le Monde Magnifique est une série d'OAV créée avant la série El Hazard, les mondes Alternatif, elle est composée de 7 OAV.

## Synopsis
Cet Endroit repose dans la mémoire de ceux

Qui rêvent encore a son ancienne gloire

Un monde réputé pour sa beauté, son mystère et son danger

Sur une planète où l'aventure est un mode de vie

Une telle contrée existe sous le nom d’El Hazard

Si votre esprit a des ailes,

S'il peut voyager à travers des millions de nuits

Votre imagination vous guidera

Et les portes d’El Hazard vous seront toujours ouvertes.
Des vestiges archéologiques découverts dans les fondations du lycée Shinonome vont laisser perplexes les élèves et les professeurs ainsi que la télévision qui ne tardera pas à débarquer pour reporter ce scoop. Le Président des Élèves, le très arrogant et prétentieux Katsuhiko Jinnai va s'attribuer cette découverte du siècle en le clamant haut et fort devant les caméras. Jinnai attirent Makoto dans un piège. S'ensuit une course poursuite à travers le lycée jusque tard dans la soirée. Leur professeur d'Histoire, Mr Fujisawa est de garde et se fait servir un repas préparé par Nanami qui a décidé de rester aussi. Pendant ce temps, Makoto semble être pris au piège quand soudainement le temps s'arrête, sauf pour lui. Makoto pense que c'est une farce de Jinnai et essaye de le faire tomber sans succès. Étonné par cela, il décide d'aller chercher quelqu’un. En passant devant le sous-sol où se trouvent les fouilles archéologiques il entend du bruit. Il s'approche doucement du tombeau récemment découvert et libère involontairement une jeune femme qui dit le connaître et attendre son retour depuis dix mille ans. Makoto étonné par ce qu'elle lui dit la contredit et la jeune femme utilise ses dernières ressources pour l'envoyer dans un monde parallèle, le monde merveilleux de El Hazard...

## Fiche Techniques
- Titre Original : Kishin no sekai El Hazard
- Auteurs : Anime International Company / Hiroki Hayashi
- Producteur : Anime International Company
- Chara Designer : NAKAZAWA Kazuto
- Compositeur : NAGAOKA Seikô
- Décors : SUE Nabuhito
- Réalisateur : HAYASHI Hiroki
- Scénariste : TSUKIMURA Ryoei
- Année de production : 1995
- Nombre d'OAV : Généralement, cette série est diffusée en 8 épisodes (l'épisode 7 est alors découpé en deux)
- Durée des OAV : 6x30 min + 1x60 min